# Espace animalier de Borce
Le Parc'Ours, anciennement espace animalier de Borce, est un parc animalier, situé sur la commune de Borce, dans le département français des Pyrénées-Atlantiques.

## Histoire
(août 2019).
À la suite de la découverte, en 1971, d'un ourson pyrénéen nommé Jojo par les enfants de la PEP (association des Pupilles de l'enseignement public) de Borce, la municipalité crée un enclos appelé « Le Clos aux ours » dans le village. Après la mort de Jojo en 1991, deux autres individus arrivèrent à Borce. À la suite de la naissance de leur progéniture et au vu des foules attirées, la commune de Borce leur aménage, en 2004, le parc animalier qui abritera, en plus des ours, diverses espèces de la faune pyrénéenne.
Le parc est ainsi dans un premier temps dirigé par deux sociétés qui font place à l'Association Parc'Ours le 9 janvier 2010[réf. nécessaire]. Fondée par les anciens salariés des deux sociétés anciennement gestionnaires, l'association a pour objectif de donner à l'espace animalier des valeurs éthiques tout en recréant, entre autres, le lien entre l'Homme et l'animal.

## Espèces accueillies

Ânes
Isard
Chèvre angora
Poules et coqs
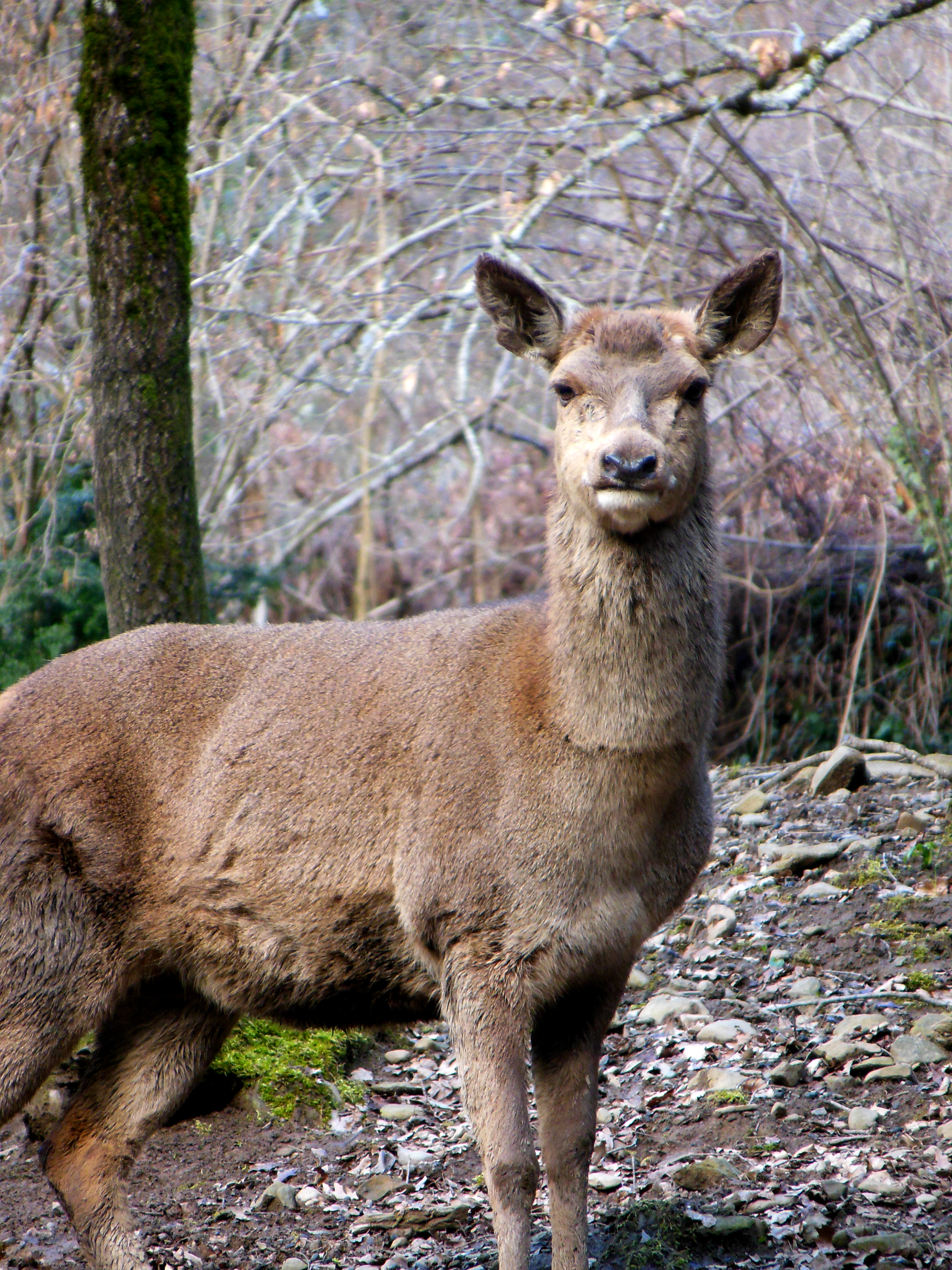
Biche

Chevreuil
Sanglier
Bouquetin
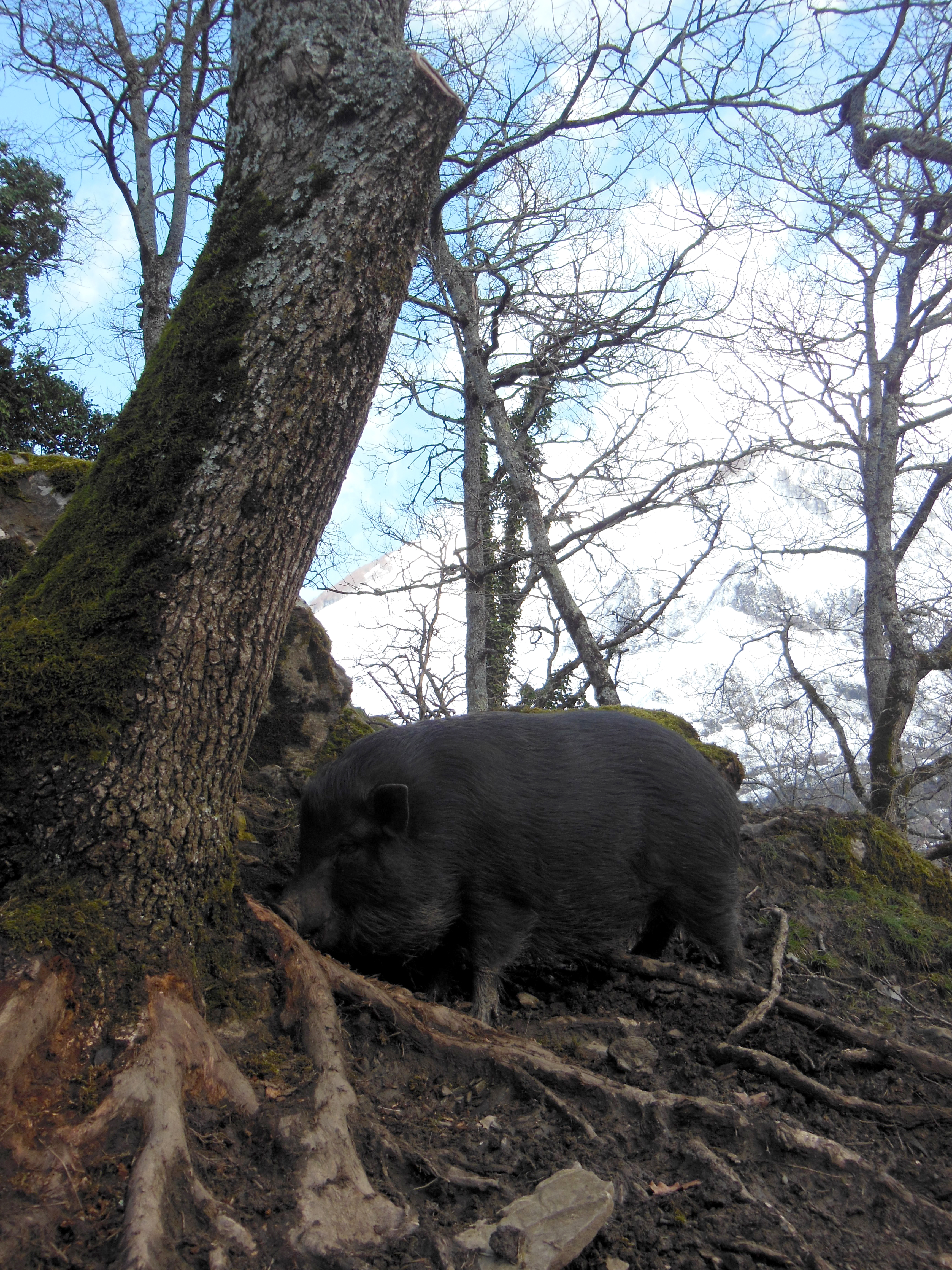
Truie

Le parc s'étend sur 10 hectares dont 7 aménagés, à 760 m d'altitude ; abrite une trentaine d'espèces, soit environ 150 animaux ; géré par 8 employés et accueillant environ 20 000 visiteurs à l'année.
Parmi les espèces domestiques : ânes, chevaux, cochons (nains et vietnamiens), animaux de basse-cour (poules, oies, canards), moutons (bearnais, berrichonnes, basco-bearnais), furets (albinos et putoisés), alpagas, chèvres (naines, pyrénéennes, angoras, alpines), cochons d'Inde (rosette ou couronnés, angoras, etc.) et lapins (garennes, angoras, bélier,...).
Les espèces sauvages : marmottes, chevreuils, mouflons, isards, daims, bouquetins, cerf élaphe, sangliers et ours brun.
Des animations et des échanges avec les soigneurs sont proposés.

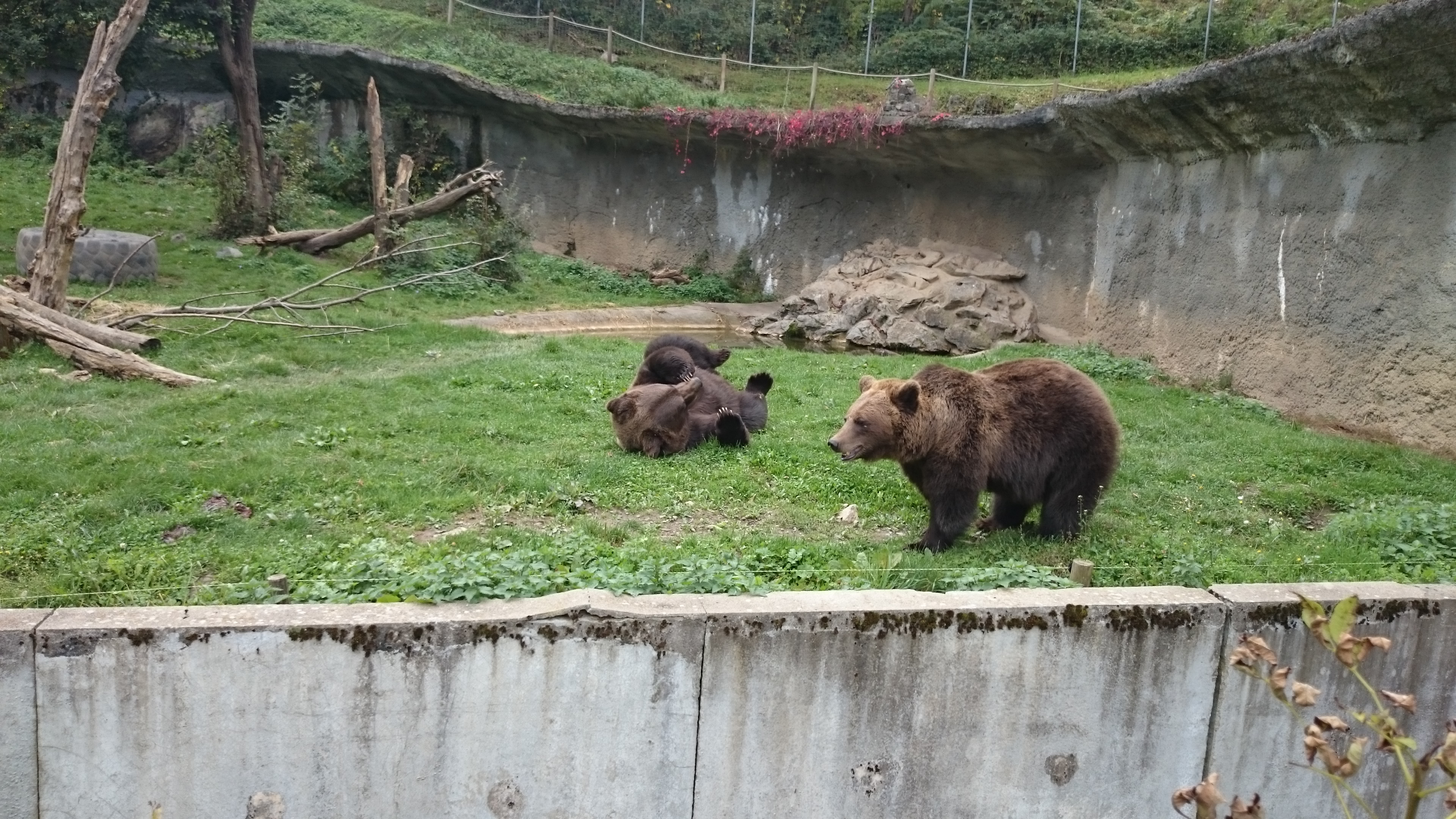
Ours Bruns
Enrichissement Halloween pour les ours
Femelle alpaga
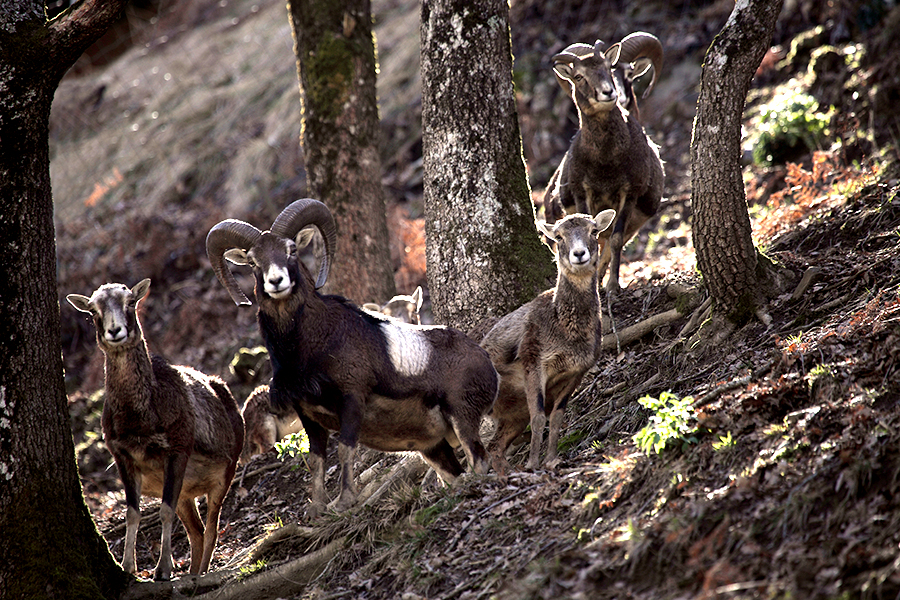
Mouflons
Jument

Lapine bélier
Cochon d'Inde (ou cobaye)
Furet albinos
Marmotte
Brebis

- Ânes
- Isard
- Chèvre angora
- Poules et coqs
- Biche

- Chevreuil
- Sanglier
- Bouquetin
- Truie

## Gérance du parc animalier: l'association Parc'Ours

### Historique
L'association Parc'Ours est créée en 2010.
En 2016, la direction change,.

### Actions

#### Parrainages
L'association Parc'Ours propose de soutenir les espèces présentes sur le parc en les parrainant, leur apportant ainsi un soutien financier, permettant d'améliorer leur quotidien (alimentation, abris, soins, etc.). Le parc a ainsi plusieurs partenaires parmi lesquels la LPO et l'association 30 millions d'amis.

#### Protection animale
Les actions élaborées par l'association Parc'Ours et ses partenaires sont le suivi de l'ours brun en montagne, l'accueil d'animaux en détresse à la suite des maltraitances, saisies, abandons ou encore des faillites d'autres parcs animaliers et offre à certains une « deuxième chance » et à d'autres une retraite paisible, la protection des espèces dans leur milieu naturel (conservation in situ), et apporte son soutien financier et moral aux associations défendant la réintroduction de l'ours dans les Pyrénées soit le FIEP et l'Adet, pays de l'ours, la sensibilisation environnementale et locale grâce au recueil d'animaux appartenant à l'écosystème pyrénéen, des lâchers d'oiseaux,,, etc.